# Rampa Julu
Rampa Julu is een bestuurslaag in het regentschap Padang Lawas Utara van de provincie Noord-Sumatra, Indonesië. Rampa Julu telt 75 inwoners (volkstelling 2010).